# Barbus altianalis
Barbus altianalis är en fiskart som beskrevs av Boulenger, 1900. Barbus altianalis ingår i släktet Barbus och familjen karpfiskar. IUCN kategoriserar arten globalt som livskraftig. Inga underarter finns listade.